# كارين لينن
كارين لينن (بالإنجليزية: Karen Lunn)‏ هي لاعبة غولف أسترالية، ولدت في 21 مارس 1966 في سيدني في أستراليا.

## روابط خارجية
- كارين لينن على موقع رابطة أوروبا للاعبات الغولف المحترفات (الإنجليزية)